# Elledy Semedo
Elledy Ronyvon Fernandes Semedo, más conocido como Elledy Semedo, (Oeiras, 21 de marzo de 1988) es un jugador de balonmano caboverdiano que juega de central. Es internacional con la selección de balonmano de Cabo Verde.
Con la selección de Cabo Verde disputó el Campeonato Mundial de Balonmano Masculino de 2021, el primero para su selección.

## Palmarés internacional
| Campeonato Africano | Campeonato Africano | Campeonato Africano | Campeonato Africano |
| Año                 | Lugar               | Medalla             |                     |
| ------------------- | ------------------- | ------------------- | ------------------- |
| 2022                | Egipto              | Medalla de plata    |                     |

## Palmarés en clubes

### Benfica
- Copa de Portugal de balonmano (1): 2016
- Supercopa de Portugal de balonmano (1): 2016